# I Kiss Your Lips
I Kiss Your Lips is een single van de Duitse groep Tokyo Ghetto Pussy, een project van Jam & Spoon.
Het is de grootste hit van Tokyo Ghetto Pussy. In de Nederlandse Top 40 haalde het de 3de plaats en het bleef 10 weken lang in de lijst.

## Tracklist
Maxi-single (CD5"):
1. I Kiss Your Lips (Radio & Video Edit) (3:52)
2. I Kiss Your Lips (Music For The Girlies Radio Edit) (3:54)
3. I Kiss Your Lips (Club Mix) (5:30)
4. I Kiss Your Lips (Music For The Girlies Extended) (5:29)
5. I Kiss Your Lips (Groovecult's Mastertits Remix) (7:03)